# Nowopole (powiat mławski)
Nowopole – kolonia w Polsce, w województwie mazowieckim, w powiecie mławskim, w gminie Strzegowo.
Do 2023 miejscowość była przysiółkiem wsi Unierzyż.
W latach 1975–1998 przysiółek należał administracyjnie do województwa ciechanowskiego.